# Cephalodasys miniceraus
Cephalodasys miniceraus är en djurart som tillhör fylumet bukhårsdjur, och som beskrevs av William D. Hummon 1974. Cephalodasys miniceraus ingår i släktet Cephalodasys och familjen Lepidodasyidae. Inga underarter finns listade i Catalogue of Life.